# Misconduct
Misconduct is een Amerikaanse thriller uit 2016 onder regie van Shintaro Shimosawa, die hiermee zijn regiedebuut maakte. De film werd tegelijkertijd in bioscopen en op video on demand uitgebracht. De film bracht in de bioscopen twee miljoen dollar op en werd zo kleinschalig uitgebracht dat hij daarvoor een speciale Razzie kreeg.

## Verhaal
Arthur Denning staat aan het hoofd van een groot farmaceutisch bedrijf en schuwt geen middel om te krijgen wat hij wil. Wanneer zijn vriendin Emily Hynes verdwijnt, lijkt dit in eerste instantie een ontvoering gepleegd voor losgeld.

## Rolverdeling
- Josh Duhamel - Ben Cahill
- Alice Eve - Charlotte Cahill
- Malin Åkerman - Emily Hynes
- Al Pacino - Charles Abrams
- Anthony Hopkins - Arthur Denning
- Julia Stiles - Jane Clemente
- Byung-hun Lee - The Accountant
- Glen Powell - Doug Fields
- Skye P. Marshall - Hatty